# ピライ素数
数論におけるピライ素数（ピライそすう、英: Pillai prime）とは、次の条件を満たす整数 n > 0 が存在するような素数 p のことである。
n の階乗に1を加えたものは p の倍数であり、かつ p から1を引いたものは n の倍数でない。
代数学の記号で書くと
{\displaystyle n!\equiv -1\mod p}  かつ  {\displaystyle p\not \equiv 1\mod n}
ピライ素数を小さい方から並べると以下のようになる。 
23, 29, 59, 61, 67, 71, 79, 83, 109, 137, 139, 149, 193,  ... （オンライン整数列大辞典の数列 A063980）
ピライ素数の名称はこのような数を論じた数学者スバッヤ・ピライにちなむ。ピライ素数が無限に存在することの証明は Mathukumalli V. Subbarao 、ポール・エルデシュ、Hardy & Subbarao といった数学者により与えられている。